# Cuna del Castellano

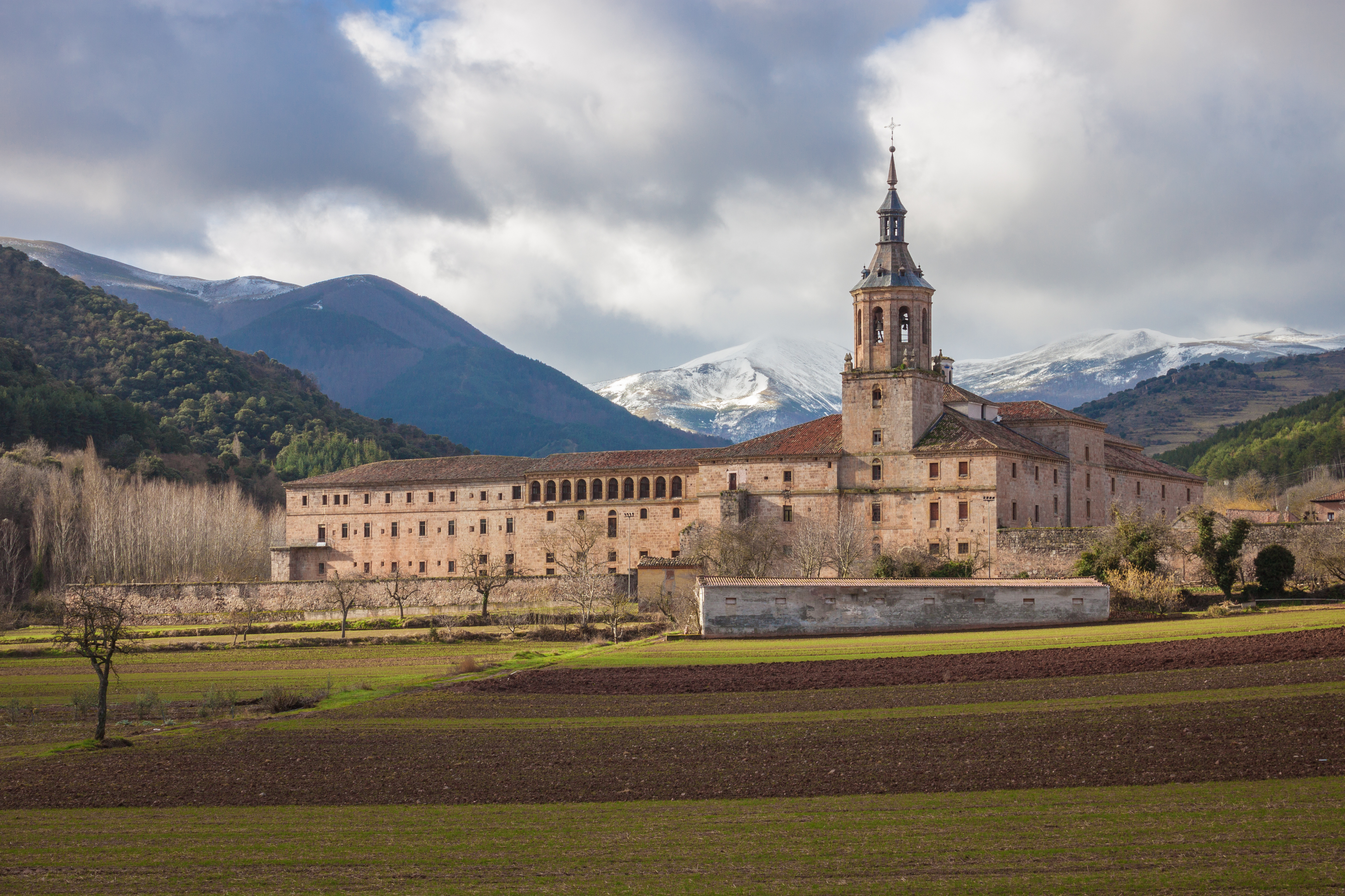
Monasterio de Yuso en San Millán de la Cogolla, una de las propuestas para la "Cuna del Castellano"

La expresión Cuna del Castellano o Cuna de la Lengua se empieza a utilizar con ocasión de la celebración del "Milenario de la Lengua", patrocinado por el Ministerio de Educación y Ciencia en 1977 en el Monasterio de San Millán de la Cogolla, La Rioja, España. Esta expresión se utilizó por primera vez en los carteles que se editaron con motivo de esta celebración.

## Uso de la expresión
Las lenguas no "nacen" en un lugar y momento concreto, ya que en realidad existe un continuum lingüístico temporal y espacial. Se trata por tanto de una expresión de contenido metafórico. Es un lema publicitario utilizado por San Millán de la Cogolla y La Rioja desde entonces para resaltar la importancia de las Glosas Emilianenses. El éxito de esta marca publicitaria ha sido tal que con frecuencia es copiada sin pudor por otros enclaves de la ruta de la lengua para promocionarse. 
La localidad burgalesa de Valpuesta es el origen de los denominados Cartularios de Valpuesta, una serie de documentos escritos en latín romanceado entre los siglos X y XII que, a su vez, en algunos casos son copias de otros documentos, algunos de los cuales se remontan al siglo IX, y que para algunos serían el primer testimonio escrito del que se tiene noticia con indicios de un dialecto romance hispánico (si bien no hay consenso entre los expertos acerca de su autenticidad). Por ello, Valpuesta, al igual que San Millán de la Cogolla, se atribuyen el título de Cuna del Castellano.
El filólogo Gregory Kaplan (Universidad de Tennessee, Estados Unidos) ha defendido que la auténtica cuna de la lengua castellana está en Valderredible (Cantabria). Las iglesias rupestres de este enclave cántabro constituyeron un foco importante de peregrinaje, por ser el centro del culto a San Millán. El prestigio de la variedad local allí usada hacia los siglos VI-IX hizo que el castellano de Valderredible se diseminara como el primer castellano estándar, que los peregrinos llevaron a sus regiones de origen, donde seguiría evolucionando.